# 66. BAFTA-gála
A 66. BAFTA-gálát 2013. február 11-én tartotta a Brit film- és televíziós akadémia a Royal Opera Houseban, melynek keretében a 2012. év legjobb filmjeit és alkotóit díjazta.

## Díjazottak és jelöltek
| Legjobb film | Legjobb rendező |
| --- | --- |
| Az Argo-akció - A nyomorultak - Pi élete - Lincoln - Zero Dark Thirty – A Bin Láden hajsza | Ben Affleck – Az Argo-akció - Kathryn Bigelow – Zero Dark Thirty – A Bin Láden hajsza - Michael Haneke – Szerelem - Ang Lee – Pi élete - Quentin Tarantino – Django elszabadul                                                                                                  |
| Legjobb férfi főszereplő | Legjobb női főszereplő |
| Daniel Day-Lewis – Lincoln - Ben Affleck – Az Argo-akció - Bradley Cooper – Napos oldal - Hugh Jackman – A nyomorultak - Joaquin Phoenix – The Master | Emmanuelle Riva – Szerelem - Jessica Chastain – Zero Dark Thirty – A Bin Láden hajsza - Marion Cotillard – Rozsda és csont - Jennifer Lawrence – Napos oldal - Helen Mirren – Hitchcock                                                                                         |
| Legjobb férfi mellékszereplő | Legjobb női mellékszereplő |
| Christoph Waltz – Django elszabadul - Alan Arkin – Az Argo-akció - Javier Bardem – Skyfall - Philip Seymour Hoffman – The Master - Tommy Lee Jones – Lincoln | Anne Hathaway – A nyomorultak - Amy Adams – The Master - Judi Dench – Skyfall - Sally Field – Lincoln - Helen Hunt – A kezelés |
| Legjobb eredeti forgatókönyv | Legjobb adaptált forgatókönyv |
| Quentin Tarantino – Django elszabadul - Michael Haneke – Szerelem - Paul Thomas Anderson – The Master - Wes Anderson, Roman Coppola – Holdfény királyság - Mark Boal – Zero Dark Thirty – A Bin Láden hajsza | David O. Russell – Napos oldal - Chris Terrio – Az Argo-akció - Lucy Alibar, Benh Zeitlin – A messzi dél vadjai - David Magee – Pi élete - Tony Kushner – Lincoln |
| Legjobb operatőr | Legjobb debütálás (brit forgatókönyvíró, filmrendező vagy producer) |
| Claudio Miranda – Pi élete - Seamus McGarvey – Anna Karenina - Danny Cohen – A nyomorultak - Janusz Kamiński – Lincoln - Roger Deakins – Skyfall | Bart Layton (rendező), Dmitri Doganis (producer) – Az Imposztor - James Bobin (rendező) – Muppets - Dexter Fletcher (rendező/író), Danny King (író) – Vad Bill - Tina Gharavi (rendező/író) – I Am Nasrine - David Morris (rendező), Jaqui Morris (rendező/producer) – McCullin |
| Kiemelkedő brit film | Legjobb filmzene |
| Skyfall - Anna Karenina - Keleti nyugalom - Marigold Hotel - A nyomorultak - A hét pszichopata és a si-cu | Thomas Newman – Skyfall - Dario Marianelli – Anna Karenina - Alexandre Desplat – Az Argo-akció - Mychael Danna – Pi élete - John Williams – Lincoln |
| Legjobb hang | Legjobb díszlet |
| - Simon Hayes, Andy Nelson, Mark Paterson, Jonathan Allen, Lee Walpole, John Warhurst – A nyomorultak - Mark Ulano, Michael Minkler, Tony Lamberti, Wylie Stateman – Django elszabadul - Tony Johnson, Christopher Boyes, Michael Hedges, Michael Semanick, Brent Burge, Chris Ward – A hobbit: Váratlan utazás - Drew Kunin, Eugene Gearty, Philip Stockton, Ron Bartlett, D. M. Hemphill – Pi élete - Stuart Wilson, Scott Millan, Greg P. Russell, Per Hallberg, Karen Baker Landers – Skyfall | Eve Stewart, Anna Lynch-Robinson – A nyomorultak - Sarah Greenwood, Katie Spencer – Anna Karenina - David Gropman, Anna Pinnock – Pi élete - Rick Carter, Jim Erickson – Lincoln - Dennis Gassner, Anna Pinnock – Skyfall                                                       |
| Legjobb vizuális effektek | Legjobb jelmez |
| Pi élete - Bosszúállók - A sötét lovag – Felemelkedés - A hobbit: Váratlan utazás - Prometheus | Jacqueline Durran – Anna Karenina - Beatrix Aruna Pasztor – Szép remények - Paco Delgado – A nyomorultak - Joanna Johnston – Lincoln - Colleen Atwood – Hófehér és a vadász |
| Legjobb smink | Legjobb vágás |
| Lisa Westcott – A nyomorultak - Ivana Primorac – Anna Karenina - Julie Hewett, Martin Samuel, Howard Berger – Hitchcock - Peter Swords King, Richard Taylor, Rick Findlater – A hobbit: Váratlan utazás - Lois Burwell, Kay Georgiou – Lincoln | William Goldenberg – Az Argo-akció - Fred Raskin – Django elszabadul - Tim Squyres – Pi élete - Stuart Baird – Skyfall - Dylan Tichenor, William Goldenberg – Zero Dark Thirty – A Bin Láden hajsza                                                                             |
| Legjobb nem angol nyelvű film | Legjobb animációs film |
| Szerelem (Amour) • Franciaország - Fejvadászok (Hodejegerne) • Norvégia - A vadászat (Jagten) • Dánia - Rozsda és csont (De rouille et d'os) • Franciaország/Belgium - Életrevalók (Intouchables) • Franciaország | Merida, a bátor - Frankenweenie - Ebcsont beforr - ParaNorman |
| Legjobb animációs rövidfilm | Legjobb rövidfilm |
| The Making of Longbird - Here to Fall - I'm Fine Thanks | Swimmer - Chalk - Good Night - Tumult - The Voorman Problem |
| Legjobb dokumentumfilm | Orange Rising Star Award |
| Rodriguez nyomában - Az Imposztor - Marley - McCullin - West of Memphis | Juno Temple - Elizabeth Olsen - Andrea Riseborough - Suraj Sharma - Alicia Vikander |

### Kiemelkedő brit hozzájárulás a mozifilmekhez
Tessa Ross

### Akadémiai tagság
- Michael Palin
- Alan Parker

## Legtöbb díj és jelölés

### Díj
- 4 díj: A nyomorultak
- 3 díj: Az Argo-akció
- 2 díj: Szerelem, Django elszabadul, Pi élete, Skyfall

### Jelölés
- 10 jelölés: Lincoln
- 9 jelölés: A nyomorultak, Pi élete
- 8 jelölés: Skyfall
- 7 jelölés: Az Argo-akció
- 6 jelölés: Anna Karenina
- 5 jelölés: Django elszabadul, Zero Dark Thirty – A Bin Láden hajsza
- 4 jelölés: Szerelem, The Master
- 3 jelölés: A hobbit: Váratlan utazás, Napos oldal
- 2 jelölés: Hitchcock, Az Imposztor